# Trevor Evans (chính khách)
Trevor Mark Evans (sinh ngày 28 tháng 8 năm 1981) là một chính khách người Úc, từng là thành viên của Hạ viện kể từ bầu cử liên bang năm 2016, đại diện cho Division of Brisbane. Ông là thành viên của Đảng Quốc gia Tự do Queensland, và ngồi cùng với Đảng Tự do trong quốc hội liên bang. Vào tháng 5 năm 2019, Evans được bổ nhiệm làm Trợ lý Bộ trưởng về Giảm thiểu chất thải và Quản lý môi trường trong Chính phủ Morrison.

## Tuổi thơ và giáo dục
Evans được sinh ra ở Tweed Heads ở New South Wales ở biên giới với Queensland. Ông tốt nghiệp Cử nhân Kinh tế và Cử nhân Luật với bằng danh dự của Đại học Queensland.